# Mina Audemars
Mina Audemars (Genève, 17 januari 1883 - aldaar, 11 maart 1971) was een Zwitserse pedagoge.

## Biografie
Mina Audemars was een kinderonderwijzeres in Genève. Ze was een medewerkster van neuroloog en (kinder)psycholoog Édouard Claparède, die in 1913 op haar en op Louise Lafendel (1872-1971) een beroep deed om het Maison des Petits van het Jean-Jacques Rousseau-instituut van Genève op te richten en te leiden. Audemars werd bekend om haar innoverende pedagogische aanpak gericht op het stimuleren van de vermogens van het kind door middel van ontdekking. Zij was tevens de bendenkster van meerdere educatieve spelen.

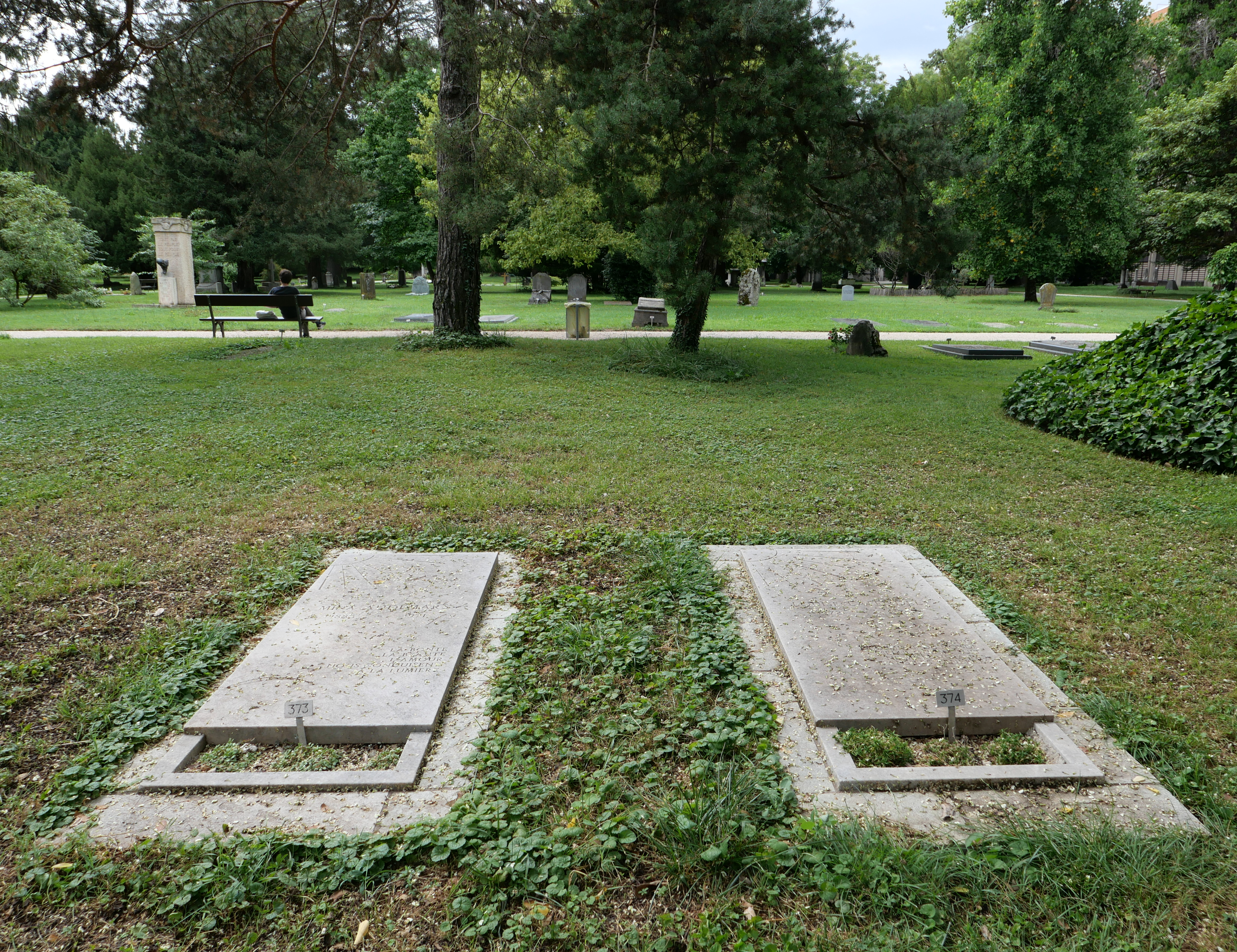
Het graf van Audemars (links) in 2024.

Ze overleed in maart 1971, enkele dagen voor haar collega Lafendel. Audemars werd begraven op het Cimetière des Rois, dat wordt beschouwd als het Panthéon van Genève omdat begrafenissen daar gereserveerd zijn voor vooraanstaande persoonlijkheden. Haar oude collega en goede vriendin Louise Lafendel werd naast haar begraven.
Als onderdeel van het 100Elles*-project heeft de Raad van State van Kanton Genève in 2020, op verzoek van de stad Genève, de hernoeming van de Rue de la Vallée in de oude stad naar Rue Mina-Audemars goedgekeurd, ter nagedachtenis aan Audemars.

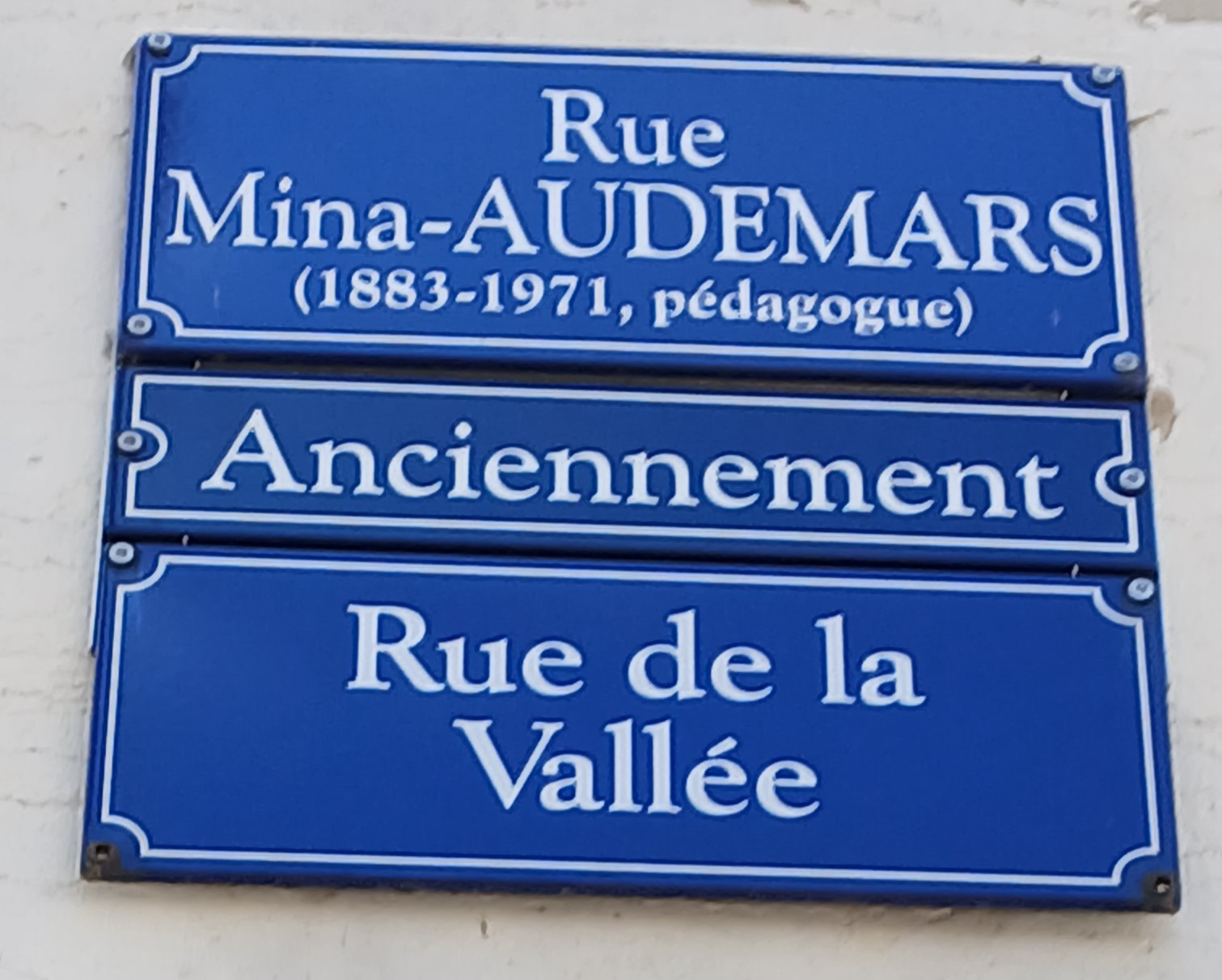
Straatnaambord.

## Werken
- (fr)  Dessin pour les petits, 1913 (samen met Louise Lafendel).
- (fr)  La Maison des Petits, 1923.